# Emilie Edel
Emilie Edel (okolo 1870 – ???) byla rakousko-uherská lékařka a feministka rumunského původu; první vystudovaná stomatoložka na Vídeňské univerzitě a vůbec v celém Rakousku-Uhersku. Svou první praxi si zřídila v Rakouskem okupované Bosně a Hercegovině.

## Život

### Mládí a studium
Narodila se v rodině rumunského původu, která pocházela nejspíše ze Sedmihradska. Absolvovala základní a střední vzdělání. Následně nastoupila ke tříletému studiu zubního lékařství na Vídeňské univerzitě a v ambulanci Milosrdných sester. Až do roku 1900 docházely dívky na přednášky na hospitační studium (bez statutu řádné posluchačky); v roce 1900 bylo novým zákonem dívkám umožněno skládat zkoušky za celou dosavadní dobu studia. Rok 1896 pak složila státní zkoušku k výkonu stomatologické praxe. Stala se tak jednou z prvních lékařek vystudovaných v rakousko-uherské monarchii: oftalmoložka a první rakousko-uherská lékařka MUDr. Rosa Kerschbaumer-Putjata získala povolení k výkonu praxe v Salcburku na základě osobní žádosti a následného zvláštního svolení císaře Františka Josefa I. roku 1888.
V době ukončení studia je Edel uváděna jako vdaná.

### Bosna
Kvůli převládajícímu odmítavému postoji k ženám-lékařkám v Rakousku-Uhersku zahájila Edel svou praxi mimo území monarchie. Roku 1897 jí bylo povoleno zřízení zubní praxe v Rakouskem-Uherskem okupované Bosně a Hercegovině, kde bylo působení ženských lékařek žádoucí, neboť řada zdejších muslimských žen odmítala ošetření od mužů-lékařů. Působila nejprve v Dolní Tuzle, posléze pak v Mostaru.
V okupované Bosně působily koncem 19. století také české lékařky Bohuslava Kecková, od roku 1893 rovněž v Mostaru, a krátce také Anna Bayerová v Sarajevu a Dolní Tuzle. Obě dokončily medicínské vzdělání ve Švýcarsku.